# Regiunea Hadjer-Lamis
Regiunea Hadjer-Lamis este una dintre cele 22 unități administrativ-teritoriale de gradul I ale statului Ciad. Reședința sa este orașul Massakory.